# Imanol Arias
Manuel María Arias Domínguez, meglio conosciuto come Imanol Arias (Riaño, 26 aprile 1956), è un attore e regista spagnolo.

## Biografia
Nato a Riaño e cresciuto in Biscaglia, abbandonò gli studi professionali per dedicarsi alla carriera di attore. Prese parte ad una rappresentazione teatrale dell'opera Il cappello a tre punte che vinse un prestigioso premio nazionale.
Trasferitosi a Madrid in cerca di fortuna, lavorò come comparsa al Teatro de la Zarzuela ma non riuscì ad entrare all'Accademia d'Arte Drammatica; in questo periodo, si trovò a dormire spesso nella stazione della metropolitana. Con la nascita del Centro Dramático Nacional fondato da Adolfo Marsillach, Arias lavorò in alcune commedie teatrali.
Nel 1981 ottenne il suo primo ruolo da protagonista al cinema, nel film Cecilia di Humberto Solás, che fu presentato in concorso al Festival di Cannes 1982. Fu protagonista anche in Labirinto di passioni di Pedro Almodóvar e I diavoli in giardino di Manuel Gutiérrez Aragón.
La popolarità dell'attore crebbe nel 1983, quando fu scelto come protagonista maschile della serie televisiva Anillos de oro: il ruolo gli valse il suo primo TP de Oro.

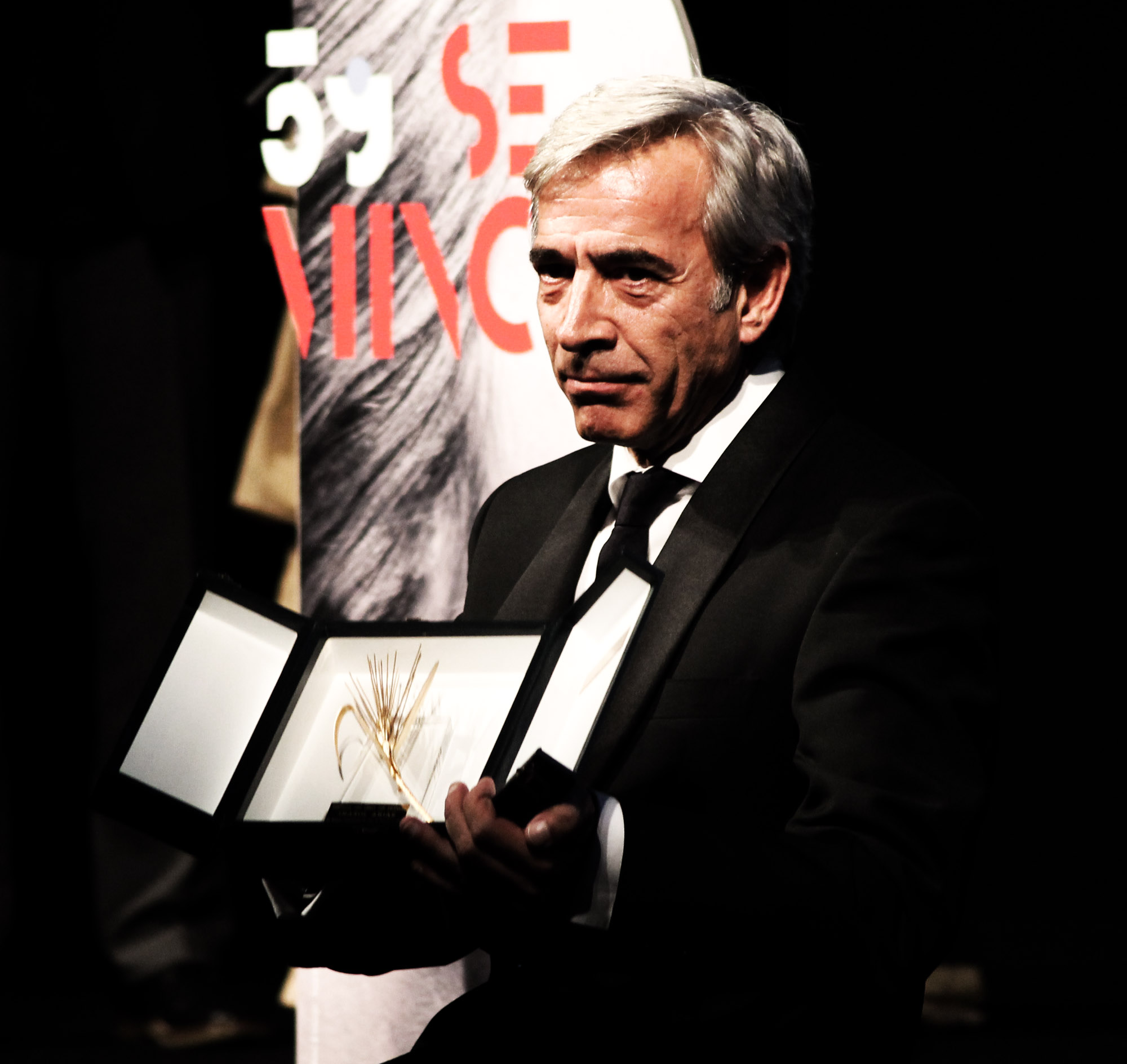
Imanol Arias riceve l'Espiga de honor alla Semana Internacional de Cine de Valladolid nel 2014

Prese poi parte come protagonista maschile alla produzione argentina Camilla - Un amore proibito, che ottenne la nomination all'Oscar al miglior film in lingua straniera.
Nel 1987 interpretò il criminale Eleuterio Sánchez Rodríguez nel film El lute, o cammina o schiatta, vincendo la Concha de Plata al miglior attore ed ottenendo la sua prima candidatura al Premio Goya per il miglior attore protagonista. Nei successivi sei anni, fu candidato ai Goya altre tre volte, senza tuttavia vincerlo.
Nel 1996 debuttò come regista dirigendo il film Un asunto privado.
In televisione, interpretò il personaggio principale della serie televisiva Querido maestro, adattamento della produzione italiana Caro maestro. In questa fiction il suo personaggio aveva una relazione sentimentale con quello interpretato dalla collega Ana Duato, con la quale di lì a poco si trovò a riprendere le vesti di coppia in altre due occasioni: i due, infatti, impersonarono lo scienziato Severo Ochoa e sua moglie Carmen in una miniserie biografica, ma soprattutto la coppia di coniugi protagonisti della fortunata serie televisiva Cuéntame cómo pasó. La fiction andò in onda per ventitré stagioni, divenendo la più longeva nella storia della tv spagnola.
Per via della sua ricca carriera, fu insignito di un premio al Festival di Malaga nel 2003 e del Premio Nacho Martínez al Festival Internacional de Cine de Gijón del 2014.

### Vita privata
Imanol Arias si sposò in prime nozze con la collega Socorro Anadón. Al termine di questa relazione, sposò l'attrice Pastora Vega, alla quale fu sentimentalmente legato per venticinque anni. La coppia ebbe due figli, Jon (1987) e Daniel (2001). L'attore ebbe anche una frequentazione con la figlia di Fidel Castro, Alina Fernández. Nel 2017 sposò la fotografa Irene Meritxell, dalla quale si separò tre anni e mezzo più tardi.
Arias è ambasciatore UNICEF.
Fu coinvolto nelle indagini sui cosiddetti Panama Papers, in seguito a cui fu accusato di frode fiscale.

## Filmografia

### Cinema
- La Corea, regia di Pedro Olea (1976)
- Elisita, regia di Juan Caño Arecha (1980)
- Cecilia, regia di Humberto Solás (1981)
- Labirinto di passioni (Laberinto de pasiones), regia di Pedro Almodóvar (1982)
- I diavoli in giardino (Demonios en el jardín), regia di Manuel Gutiérrez Aragón (1982)
- L'alveare (La colmena), regia di Mario Camus (1982)
- Bearn o La sala de las muñecas, regia di Jaime Chávarri (1983)
- Fuego eterno, regia di José Ángel Rebolledo (1984)
- Camilla - Un amore proibito (Camila), regia di María Luisa Bemberg (1984)
- La morte di Mikel (La muerte de Mikel), regia di Imanol Uribe (1984)
- Lulù di notte (Lulú de noche), regia di Emilio Martínez Lázaro (1985)
- Luces de Bohemia, regia di Miguel Ángel Diez (1985)
- Bandera Negra, regia di Pedro Olea (1986)
- Il tempo del silenzio (Tiempo de silencio), regia di Vicente Aranda (1986)
- El lute, o cammina o schiatta (El Lute: camina o revienta), regia di Vicente Aranda (1987)
- Divine parole (Divinas palabras), regia di José Luis García Sánchez (1987)
- Il Lute II - Domani sarò libero (El Lute II: mañana seré libre), regia di Vicente Aranda (1988)
- Da sola con te (A solas contigo), regia di Eduardo Campoy (1990)
- Benvenuto a Veraz (Bienvenido a Veraz), regia di Xavier Castano (1991)
- Una mujer bajo la lluvia, regia di Gerardo Vera (1992)
- L'amante bilingue (El amante bilingüe), regia di Vicente Aranda (1993)
- Tierno verano de lujurias y azoteas, regia di Jaime Chávarri (1993)
- Tango feroz: la leggenda di Tanguito (Tango feroz: la leyenda de Tanguito), regia di Marcelo Piñeyro (1993)
- Intruso, regia di Vicente Aranda (1993)
- Todos los hombres sois iguales, regia di Manuel Gómez Pereira (1994)
- Sálvate si puedes, regia di Joaquín Trincado (1995)
- Il fiore del mio segreto (La flor de mi secreto), regia di Pedro Almodóvar (1995)
- La leyenda de Balthasar el castrado, regia di Juan Miñón (1996)
- A tres bandas, regia di Enrico Coletti (1996)
- Territorio comanche, regia di Gerardo Herrero (1996)
- Ilona arriva con la pioggia (Ilona llega con la lluvia), regia di Sergio Cabrera (1996)
- Rigor mortis, regia di Koldo Azkarreta (1996)
- En brazos de la mujer madura, regia di Manuel Lombardero (1996)
- África, regia di Alfonso Ungría (1996)
- Buenos Aires me mata, regia di Beda Docampo Feijóo (1998)
- Aspettando il Messia (Esperando al Mesías), regia di Daniel Burman (2000)
- Ingannevoli sospetti (La voz de su amo), regia di Emilio Martínez Lázaro (2000)
- Una casa con vista al mar, regia di Alberto Arvelo (2001)
- Salvajes, regia di Carlos Molinero (2001)
- Besos de gato, regia di Rafael Alcázar (2003)
- Los Reyes Magos, regia di Antonio Navarro (2003)
- La semana que viene (sin falta), regia di Josetxo San Mateo (2006)
- Lo que tiene el otro, regia di Miguel Perelló (2007)
- Nocturna, regia di Víctor Maldonado (2007)
- Pájaros de papel, regia di Emilio Aragón (2010)
- Mi primera boda, regia di Ariel Winograd (2011)
- Libertador, regia di Alberto Arvelo (2013)
- Murieron por encima de sus posibilidades, regia di Isaki Lacuesta (2014)
- Torrente 5: Operación Eurovegas, regia di Santiago Segura (2014)
- Anacleto: agente segreto (Anacleto: Agente secreto), regia di Javier Ruiz Caldera (2015)
- Eva no duerme, regia di Pablo Agüero (2015)
- Incidencias, regia di José Corbacho e Juan Cruz (2015)
- Giusta causa (Despido procedente), regia di Lucas Figueroa (2017)
- Sabbie e fuoco (El sueño del califa), regia di Souheil Ben-Barka (2017)
- La última palabra, regia di Iván Mazza (2018)
- Sordo, regia di Alfonso Cortés-Cavanillas (2019)
- Inciso nelle ossa (Legado en los huesos), regia di Fernando González Molina (2019)
- Offerta alla tormenta (Ofrenda a la tormenta), regia di Fernando González Molina (2020)
- Retrato de la mujer blanca con pelo cano y arrugas, regia di Iván Ruiz Flores (2020)

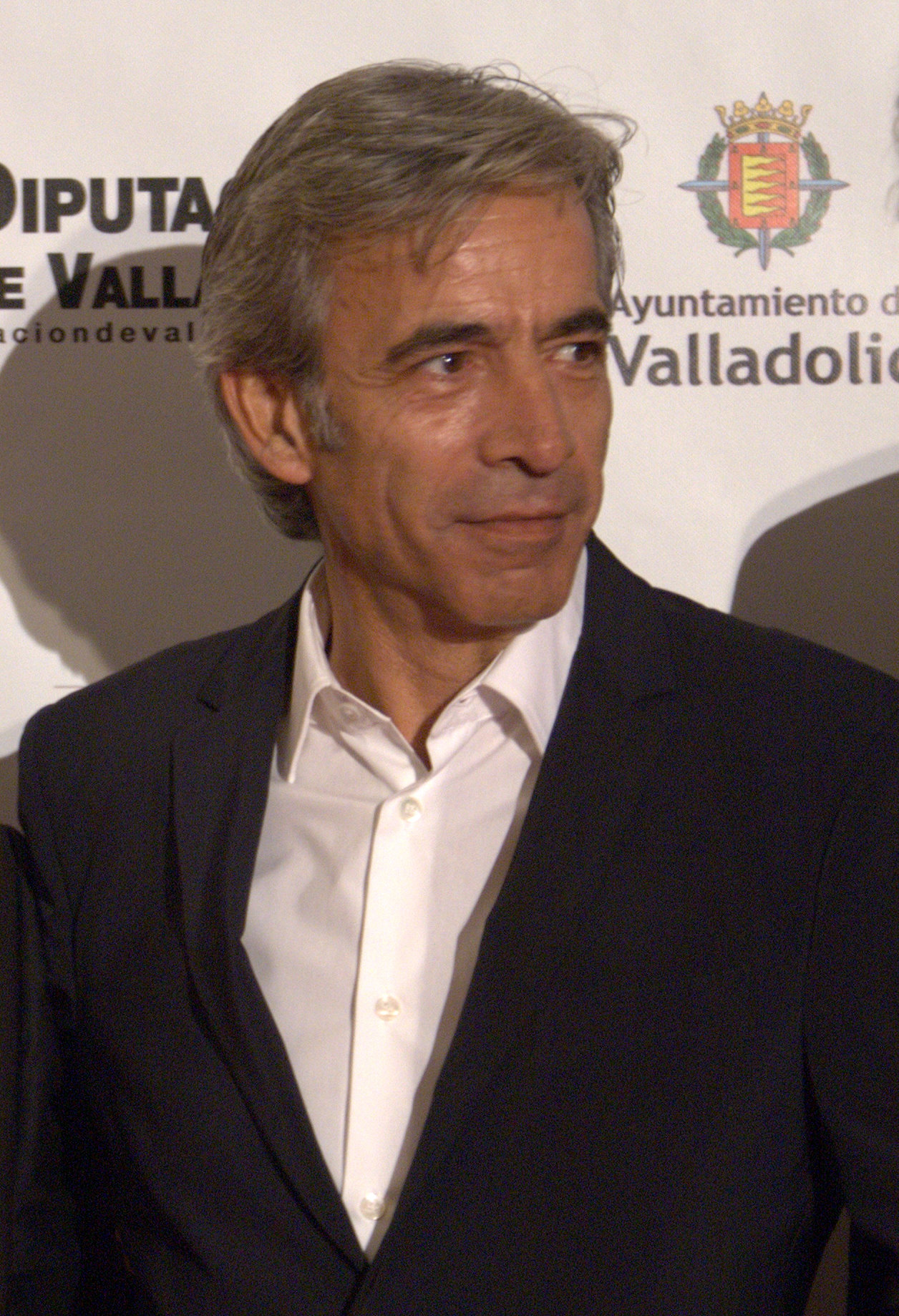
Imanol Arias nel 2011

### Televisione
- Estudio 1 - serie TV, 1 episodio (1979)
- Cervantes - serie TV, 1 episodio (1981)
- Juanita la Larga, regia di Eugenio Martín - miniserie TV, 1 episodio (1982)
- Anillos de oro - serie TV, 13 episodi (1983)
- Historias del otro lado - serie TV, 1 episodio (1988)
- Brigada Central - serie TV, 14 episodi (1989-1990)
- La mujer de tu vida - serie TV, 1 episodio (1990)
- Brigada Central 2: La guerra blanca - serie TV, 12 episodi (1992)
- Arnau - serie TV, 3 episodi (1994)
- Los ladrones van a la oficina - serie TV, 1 episodio (1994)
- Querido maestro - serie TV, 40 episodi (1997-1998)
- Camino de Santiago - serie TV, 3 episodi (1999)
- Maria Maddalena, regia di Raffaele Mertes (2000)
- Dime que me quieres - serie TV, 12 episodi (2001)
- Severo Ochoa. La conquista de un Nobel - miniserie TV, 2 episodi (2001)
- Cuéntame cómo pasó - serie TV, 420 episodi (2001-2023)
- Atrapados - film TV (2003)
- Mentiras - film TV (2005)
- El espíritu de la democracia - film TV (2008)
- Vicente Ferrer, regia di Vicente Ferrer Moncho - film TV (2013)
- Velvet Collection - serie TV, 21 episodi (2017-2019)
- Bellas Artes - serie TV, 4 episodi (2024)
- El mejor infarto de mi vida - serie TV, 6 episodi (2025)

## Riconoscimenti
- Premio Goya
  - 1988 – Candidatura come miglior attore protagonista per El lute, o cammina o schiatta
  - 1989 – Candidatura come miglior attore protagonista per Il Lute II - Domani sarò libero
  - 1991 – Candidatura come miglior attore protagonista per Da sola con te
  - 1994 – Candidatura come miglior attore protagonista per Intruso

- Festival internazionale del cinema di San Sebastián
  - 1987 – Vincitore della Concha de Plata al miglior attore per El lute, o cammina o schiatta

- Fotogrammi d'argento
  - 1983 – Candidatura come miglior attore cinematografico per Labirinto di passioni e I diavoli in giardino
  - 1984 – Candidatura come miglior interprete televisivo per Anillos de oro
  - 1984 – Candidatura come miglior attore cinematografico per Bearn o La sala de las muñecas
  - 1985 – Candidatura come miglior attore cinematografico per La morte di Mikel
  - 1986 – Vincitore come miglior attore cinematografico per El lute, o cammina o schiatta
  - 1990 – Candidatura come miglior interprete televisivo per Brigada Central
  - 1990 – Candidatura come miglior interprete teatrale per Comedia sin título
  - 1991 – Vincitore come miglior interprete teatrale per Caligola
  - 1993 – Candidatura come miglior attore televisivo per Brigada Central 2: La guerra blanca
  - 1998 – Vincitore come miglior attore televisivo per Querido maestro
  - 2002 – Vincitore come miglior attore televisivo per Cuéntame cómo pasó, Dime que me quieres e Severo Ochoa. La conquista de un Nobel
  - 2003 – Vincitore come miglior attore televisivo per Cuéntame cómo pasó
  - 2004 – Candidatura come miglior attore televisivo per Cuéntame cómo pasó
  - 2006 – Candidatura come miglior attore televisivo per Cuéntame cómo pasó
  - 2008 – Candidatura come miglior attore televisivo per Cuéntame cómo pasó
  - 2009 – Candidatura come miglior attore televisivo per Cuéntame cómo pasó
  - 2022 – Candidatura come miglior attore teatrale per Muerte de un viajant

- TP de Oro
  - 1983 – Vincitore come miglior attore per Anillos de oro
  - 1989 – Vincitore come miglior attore per El lute, o cammina o schiatta
  - 1990 – Vincitore come miglior attore per Brigada Central
  - 1997 – Candidatura come miglior attore per Querido maestro
  - 2001 – Vincitore come miglior attore per Cuéntame cómo pasó e Dime que me quieres
  - 2002 – Vincitore come miglior attore per Cuéntame cómo pasó
  - 2003 – Vincitore come miglior attore per Cuéntame cómo pasó
  - 2004 – Candidatura come miglior attore per Cuéntame cómo pasó
  - 2005 – Candidatura come miglior attore per Cuéntame cómo pasó
  - 2006 – Vincitore come miglior attore per Cuéntame cómo pasó
  - 2007 – Vincitore come miglior attore per Cuéntame cómo pasó
  - 2008 – Vincitore come miglior attore per Cuéntame cómo pasó
  - 2009 – Candidatura come miglior attore per Cuéntame cómo pasó
  - 2010 – Candidatura come miglior attore per Cuéntame cómo pasó
  - 2011 – Candidatura come miglior attore per Cuéntame cómo pasó

- Premi Sant Jordi
  - 2009 – Premio speciale alla carriera

- Semana Internacional de Cine de Valladolid
  - 2014 - Espiga de honor